# Lioua
Lioua là một đô thị thuộc tỉnh Biskra, Algérie. Dân số thời điểm năm 2002 là 15.96 người.